# Euploea lacon
Euploea lacon är en fjärilsart som beskrevs av Grose-smith 1894. Euploea lacon ingår i släktet Euploea och familjen praktfjärilar. IUCN kategoriserar arten globalt som sårbar. Inga underarter finns listade i Catalogue of Life.